# Шолларська вода
Шолларська вода (азерб. Şollar suyu) — широко відома в Азербайджані і за його межами джерельна вода з однойменного села Шоллар в Азербайджанській Республіці.

## Історія
Наприкінці 19 століття в Баку склалася катастрофічна ситуація з чистою питною водою. Вода вживається з колодязів була солонуватою на смак і не завжди була чистою. До кінця 19 століття в Баку все частіше з'являлися випадки захворювання холерою, дифтеритом, скарлатина, черевний і висипний тиф. В кінці 60-х років 19 століття починаються пошуки питної води в околицях Бакинської фортеці.
У вересні 1879 року на засіданні Бакинської міської думи виступив Гаджи Зейналабдін Тагиєв, і запропонував асигнувати суму в 1000 рублів на пошук води і винагороду за складання проєкту майбутнього водопроводу. Група геологів під керівництвом Бецевіча з'ясувалося, що кількості підґрунтової води, зібраної в самому місті і його околицях, вистачило би тільки для домашнього вжитку. Проте якість води не задовольняє Бакинську міську думу й у травні 1880 року створюється комісія з пошуків ґрунтових вод в околицях і прилеглих районах Баку.
В 1884 році знайдена вода в бакинських селах Маштага і Бузовна інженером О. К. Ленц, виявилася непридатною для пиття, оскільки відсоток вмісту солей в ній перевищував норму, а її очищення було нерентабельним.

## Водопровід
У 1889 році англійський інженер сер В. В. Ліндлі починає вишукувальні роботи в Кубинському повіті, багатому джерелами і річками. Вода була знайдена в містечку Шолларі, розташованому на піднесених рівнинах між Гусари і Хазрі. Його проєкт був підтриманий членом Думи Алімарданбеком Топчібашевим, який вніс у реалізацію проєкту В.Ліндлея 25 тис. рублів.
У 1902 році Дума асигнувала на будівництво водопроводу тис 182. рублів. Роботи почалися в лютому 1904 року, але були кілька разів перервані з різних причин. Остаточно питання про будівництво Баку-Шолларського водопроводу було вирішено в міській Думі 5 травня 1909 року. При управі було створено "Відділ по споруді водопроводу", а інженером проєкту призначений його автор сер В. В. Ліндлі. Водопровід був розрахований на добову подачу води в 3000000 відер води, при потужності кам'яного водогону на 6000000 відер. У зв'язку з представленим Бакинської думою клопотанням імператор Микола II в січні 1912 року видав указ про перехід певної кількості земель у власність міста Баку.
До кінця 1916 року будівництво Баку-Шолларского водопроводу, яке тривало майже 6 років, в основному було завершено. 21 січня 1917 в Баку на Красноводський вулиці (нині вул. С.Вургуна) з'явилася перша шолларська вода.
Згадуючи про грандіозність виконаних робіт В. В. Ліндлі зізнавався:
Тільки в Західній Європі мною були проведені водопровідні та каналізаційні споруди в 35 містах, але такої технічно грандіозної роботи і настільки складної, як споруда цього водопроводу, на мою долю не випадало.

## Склад
Шолларська добре смакує і не вимагає спеціального очищення, її тільки хлорують. За результатами мікробіологічного та хімічного тестування Dr. Kaiser & Dr. Woldmann в Гамбурзі (Німеччина) шолларська вода була визнана і схвалена як питна вода найкращої якості в Азербайджані.

## Виробництво
В даний час на азербайджанському «водному» ринку працюють кілька компаній. Однак компаній беруть воду безпосередньо з шолларського водопроводу небагато.
Шолларська вода розливається в пляшки такими компаніями як «Shollar Bottling Company», «AquaVita», «Coca-Cola Azerbaijan», «Peps-Cola Azerbaijan» и другими. Предлагается в емкостях от 0,5 литра до 20 литров.